# 尤爾伊夫卡 (博爾赫拉德區)
46°21′25″N 29°17′39″E / 46.35694°N 29.29417°E
尤爾伊夫卡（烏克蘭語：Юр'ївка）是位於烏克蘭西南部的村莊，由敖德薩州博爾赫拉德區的博羅季諾市鎮負責管轄。該村始建於1834年，面積0.94平方公里，海拔高度43米，2001年人口483，人口密度每平方公里513.83人。